# Plochoj chorošij čelovek
Plochoj chorošij čelovek (Плохой хороший человек) è un film del 1973 diretto da Iosif Efimovič Chejfic.

## Trama
Tormentato dall'inutilità e dalla noia della vita, l'ufficiale Laevskij desidera spezzare il circolo vizioso della sua esistenza ad ogni costo. Il suo antipodo morale, il naturalista Von Koren, è sicuro che persone come Laevskij siano degne di distruzione. Ma, contrariamente ai desideri e alla volontà degli eroi, la Provvidenza a suo modo dispone dei loro destini.